# هوپول، شهرستان کلیبرن، آلاباما
هوپول (به انگلیسی: Hopewell) یک منطقهٔ مسکونی در ایالات متحده آمریکا است که در آلاباما واقع شده‌است. هوپول ۳۲۳٫۰۹ متر بالاتر از سطح دریا واقع شده‌است.